# Коле Санта Марија-Варано (Терамо)
Коле Санта Марија-Варано (итал. Colle Santa Maria-Varano) је насеље у Италији у округу Терамо, региону Абруцо.
Према процени из 2011. у насељу је живело 647 становника. Насеље се налази на надморској висини од 336 м.